# Rü mfo
Le Rü mfo est le tabouret royal des Bamouns au Cameroun.

## Histoire
Les tabourets de roi sont un accessoire de prestige en pays Bamoun. Le roi Ibrahim Njoya se dote d'un trône royal de la forme d'un tabouret Rü mfo (Rü signifiant tabouret et mfo signifiant roi) pour asseoir son pouvoir. Trois à quatre tabourets semblables se trouvaient dans le palais du roi Njoya à la fin du XIXe siècle.
Hans Glauning, général d'armée allemand se lie d'amitié pour le roi Njoya. Il l'aide dans la guerre contre les Nso, et lui permet de récupérer la tête de son père dérobée lors d'une bataille précédente. Le Rü mfo est offert en remerciements en 1905. Le tabouret est rapatrié à Berlin pour le musée ethnologique en 1908. 
Après être passé par le marché de l'art et entre les mains de plusieurs collectionneurs privés, Jean Paul Barbier-Mueller rachète ce tabouret en 1985. Il fait partie de la collection du musée Barbier-Mueller à Genève.

## Description
Il est fait de coquillages cauri, de laiton, de perles précieuses réservés uniquement à la famille royale au royaume Bamoun. 